# Nigel Winterburn
Nigel Winterburn, né le 11 décembre 1963 à Arley (Angleterre), est un footballeur anglais, qui évolue au poste d'arrière gauche à Birmingham City, Oxford United, Wimbledon, Arsenal, Wimbledon, West Ham United ainsi qu'en équipe d'Angleterre. Il joua plus de quatre cent matchs pour le club londonien d'Arsenal. 
Winterburn a été sélectionné deux fois avec l'équipe d'Angleterre en 1989 et 1993. 

## Carrière
- 1981-1982 : Birmingham City
- 1982-1983 : Oxford United
- 1983-1987 : Wimbledon
- 1987-2000 : Arsenal
- 2000-2003 : West Ham  [1]

## Palmarès

### En équipe nationale
- 2 sélections et 0 but avec l'équipe d'Angleterre entre 1989 et 1993.

### Avec Arsenal
- Vainqueur de la Coupe des coupes en 1994
- Vainqueur du Championnat d'Angleterre de football en 1989, 1991 et 1998.
- Vainqueur de la Coupe d'Angleterre de football en 1993  et 1998.
- Vainqueur de la Coupe de la ligue anglaise de football en 1993.
- Vainqueur du Charity Shield en 1991, 1998 et 1999.